# Rue Militaire
La rue Militaire est une ancienne voie de Paris, desservant de l'intérieur l'enceinte de Thiers, édifiée au milieu du XIXe siècle. 

## Histoire
Par une décision ministérielle du 28 juillet 1859, le génie militaire cède, sous conditions, la jouissance de la rue à la Ville de Paris. 
En 1861, la création d'un boulevard de ceinture large de 40 m, à l'emplacement de la rue est déclarée d'utilité publique. 
Le nouveau boulevard est découpé en dix-neuf sections en 1864, l'ensemble étant couramment dénommé « boulevards des Maréchaux ».